# San Antonio Tutla
San Antonio Tutla är en ort i Mexiko.   Den ligger i kommunen San Juan Mazatlán och delstaten Oaxaca, i den sydöstra delen av landet, 500 km sydost om huvudstaden Mexico City. San Antonio Tutla ligger 157 meter över havet och antalet invånare är 250.
Terrängen runt San Antonio Tutla är platt norrut, men söderut är den kuperad. Runt San Antonio Tutla är det ganska glesbefolkat, med 26 invånare per kvadratkilometer. Närmaste större samhälle är Los Fresnos, 5,9 km nordväst om San Antonio Tutla. Omgivningarna runt San Antonio Tutla är en mosaik av jordbruksmark och naturlig växtlighet.